# 安楽川 (九州)
安楽川（あんらくがわ）は、鹿児島県志布志市、宮崎県都城市、鹿児島県曽於市にまたがる川の一部の部分の名前。志布志市安楽に位置する。

## 概要
宮崎県都城市との境である日南山地を起点とし、曽於市末吉町を南流し、志布志市志布志町安楽で志布志湾へ注ぐ、約18kmの二級河川。上流は日南層群（砂岩・頁けつ岩の互層）、中・下流はシラス台地で渓谷を形成している。天然記念のカワゴケソウの生育地。

## 歴史
- 2020年（令和2年）7月6日 - 令和2年7月豪雨により氾濫[3]。

## 周辺
- 旧井久保橋 - 安楽川に架かる大正9年竣工の橋（市指定文化財 / 志布志町、井久保）[4]
- 志布志駅 - 最寄り駅